# Heradida speculigera
Heradida speculigera är en spindelart som beskrevs av Rudy Jocqué 1987. Heradida speculigera ingår i släktet Heradida och familjen Zodariidae. Inga underarter finns listade i Catalogue of Life.